# Alisotrichia aglae
Alisotrichia aglae är en nattsländeart som beskrevs av Lazar Botosaneanu 1991. Alisotrichia aglae ingår i släktet Alisotrichia och familjen smånattsländor. Inga underarter finns listade i Catalogue of Life.